# 相模原市立東林中学校
相模原市立東林中学校（さがみはらしりつ とうりんちゅうがっこう）は、神奈川県相模原市南区上鶴間八丁目にある公立中学校。

## 概要
大和市との市境に位置している。小田急江ノ島線東林間駅、小田急江ノ島線・東急田園都市線中央林間駅の両駅が徒歩圏である。学区内の小学校としては相模原市立東林小学校、相模原市立上鶴間小学校がある。

### 制服
- 男子は明るい紺色のシングル2ボタンのブレザースーツ。ワイシャツは白色、ネクタイは青系のストライプ。
- 女子は夏冬とも前開きファスナーのセーラー服。襟は大きめで胸当てが付く。プリーツスカートは明るい紺色。
  - 冬服のセーラー服は、襟とタイと身頃が明るい紺色で、襟と胸当てと胸ポケットとタイに白色のラインが3本入る[1]。
  - 夏服のセーラー服は、襟が水色で白色のラインが1本入り、タイやスカーフは付かない。身頃は白色。鵜野森中学校でもほぼ同じデザインのものを採用している[2][3]。

相模原市内の公立中学校で、女子制服に夏冬ともセーラー服を採用しているのは東林中学校と鵜野森中学校がある。私立学校を含めると相模女子大学中学部がある（高等部はブレザー）。

## 沿革
- 1985年4月1日 - 開校。
- 1985年7月20日 - 校章制定。
- 1987年11月7日 - 校歌制定。
- 2015年4月1日 - 創立30周年を迎える。

## 通学区域
- 相模原市南区[5]
  - 上鶴間8丁目
  - 相南1丁目、相南2丁目、相南3丁目、相南4丁目
  - 東林間3丁目
  - 東林間4丁目38番～41番・43番・44番
  - 東林間6丁目20番5号～14号・21番1号～29号・22番～23番13号・26番4号～19号
  - 東林間7丁目
  - 東林間8丁目
  - 松が枝町（全域）

## 進学前小学校
- 相模原市南区
  - 相模原市立上鶴間小学校（一部は相模原市立上鶴間中学校へ）
  - 相模原市立東林小学校

## 交通アクセス
- 東林間駅（小田急江ノ島線）より徒歩15分

## 著名な出身者
- カレオン・ジョニル・マラリ（プロ野球選手、野球フィリピン代表）[6]